# Männliche Kultfigur der Baule ›blolo bian‹/›asie usu‹

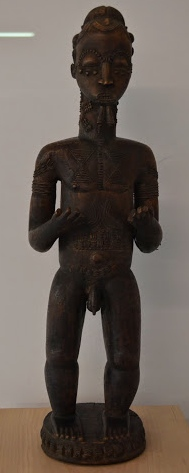
Männliche Kultfigur der Baule ›blolo bian‹/›asie usu‹
Anonymer Künstler der Baule, 19. Jh.
55,6 × 18 × 13 cm
Holz
Museum Folkwang, Essen

Die Männliche Kultfigur der Baule ›blolo bian‹/›asie usu‹ ist eine Skulptur aus dem 19. Jahrhundert, die von einem unbekannten Künstler der Baule, eines Volks aus der Elfenbeinküste, geschaffen wurde. Es handelt sich um eine vollplastisch und naturnah aus Holz gearbeitete Skulptur, die mit detailreichen Verzierungen versehen ist. Sie hatte eine religiöse Bedeutung, die sich nicht mehr sicher rekonstruieren lässt. Bei einem blolo bian wäre diese eher privat gewesen, bei einem asie usu hätte sie im Kontext des Wahrsagens gestanden.
Karl Ernst Osthaus erwarb die Figur für sein Hagener Folkwang Museum 1912 in der Galerie Brummer in Paris. 1915 war sie Bestandteil des Abbildungsteils in Carl Einsteins Buch Negerplastik. Mit dem Verkauf der Sammlung nach Osthaus’ Tod gelangte die Skulptur in das neugegründete Museum Folkwang in Essen. Dort wird sie unter der Inventarnummer K 588 geführt.

## Beschreibung
Bei der Skulptur handelt es sich um eine unbekleidete männliche Figur, die aus braun gefärbtem Holz gearbeitet wurde. Sie ist 55,6 Zentimeter hoch, 18 Zentimeter breit und 13 Zentimeter tief. Sie steht auf einer runden Basis. Der Körper und die Gliedmaßen sind vollplastisch gearbeitet und wirken naturnah. Die Arme sind angewinkelt und freiplastisch geschnitzt, was für eine Figur der Baule ungewöhnlich ist. Die Handflächen weisen in einer empfangenden Geste nach oben. Geschlecht und Nabel sind besonders betont gearbeitet. Die Gestalt des Gesichts wird von den großen Augen, der schmalen Nase und dem vorgeschobenen ovalen Mund bestimmt. Letzterer ist geöffnet, sodass die Zähne sichtbar sind. Die Haare sind in Knoten, Bögen sowie Strähnen geordnet und lassen die hohe Stirn freiliegen. Der doppelzöpfige Kinnbart ist das Würdezeichen eines Häuptlings. Das Gesicht wie auch der Körper der Figur sind mit symmetrischen Mustern und Schmucknarben verziert. Diese sind traditionelle Zeichen, die für die Stammeszugehörigkeit, Würde und Reife stehen.
Die Fingerspitzen der Figur sind abgebrochen. Bereits in der Elfenbeinküste wurde der linke Arm mit Eisendraht und Bastschnüren repariert. Ursprünglich befand sich auf der Skulptur eine Opferkruste, da das Blutopfer direkt auf sie aufgebracht wurde. Diese wurde jedoch entfernt. Deshalb weist die Figur nur noch eine braune Grundierung auf.

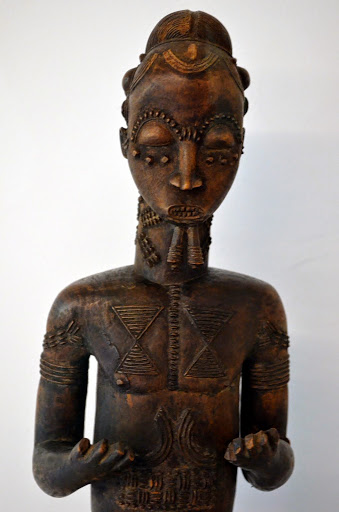
Detailansicht des Oberkörpers
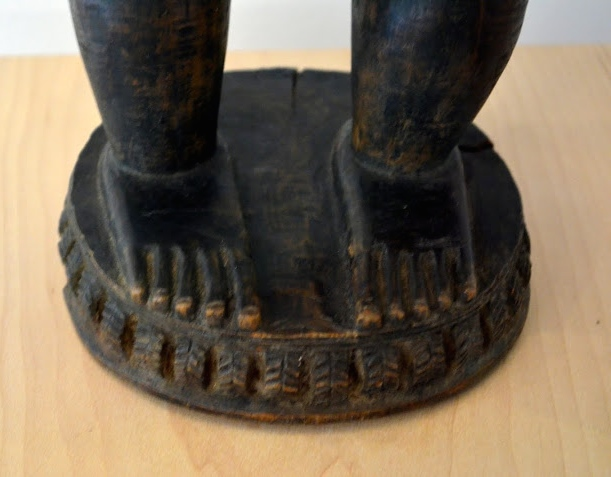
Detailansicht des Fußes
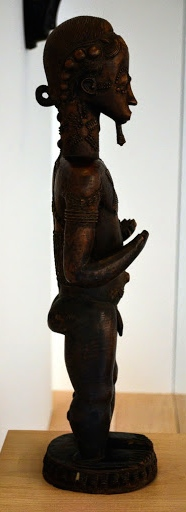
Seitenansicht der Figur

## Religiöse Bedeutung
Wenn die Figur ein blolo bian ist, dann hat es sich um eine figurale Darstellung des Ehemanns aus der Geisterwelt gehandelt, die einer Frau gehört hat. Für die Baule gibt es neben ihrer eigenen Lebenswelt noch die blolo, die Welt der Geister. Diese ist die Quelle des Lebens, aus der die Neugeborenen stammen. Der Ehemann aus der Geisterwelt behielt auch nach der Geburt seiner Gattin Einfluss auf deren Leben. Er stand ihr helfend zur Seite und beschützte sie. Fühlte er sich jedoch vernachlässigt, konnte er eifersüchtig werden und sogar Schmerzen zufügen. In der Regel manifestierte sich der Ehemann aus der Geisterwelt in der Jugend. Ihm wurde ein Schrein im Schlafzimmer gewidmet und später eventuell eine Figur erworben, die ihm als Platz angeboten wurde. Vor der Figur bot der reale Ehemann dem blolo bian Nahrung in einer Schale und Geschenke an, die ihn versöhnen sollten und die dieser mit der Frau teilte. Von der Frau wurde durch ihren Ehemann aus der blolo sexuelle Treue erwartet, weshalb sie einmal in der Woche mit ihm schlafen musste.
Wenn es sich bei der Essener Skulptur um einen asie usu handelt, dann befand sie sich im Besitz eines Wahrsagers oder einer Seherin. Dieser war ein Buschgeist, der Geistern der Geomantie und des Waldes entsprach. Der asie usu ergriff von einer Person Besitz und machte diese in der Folge zu einem Wahrsager. Diese Beziehung zwischen Geist und Besessenem beruhte auf Gegenseitigkeit: Dem Geist wurden Opfer dargebracht, im Gegenzug brachte er seinem Besitzer Erfolg. Aufstrebende Wahrsager ließen nach einiger Zeit eine Skulptur anfertigen, die dem Geist als Sitz diente, die dieser aber auch wieder verließ. Die Skulptur idealisierte den Geist, dessen Aussehen negativ beschrieben wurde. Die Schönheit der Figur wurde als notwendig angesehen, damit der Geist sie als seinen Sitz akzeptieren würde. Innerhalb des Kults nahm die Skulptur keine herausgehobene Stellung ein, sie war für diesen auch nicht unbedingt notwendig.
Die Bedeutung der Skulptur gilt als nicht mehr eindeutig feststellbar, da ihr Kontext mit der Entfernung aus ihrem räumlichen und kulturellen Zusammenhang verloren gegangen ist. Ob es sich um einen blolo bian oder ein asie usu handelte, bedingten neben formalen Unterschieden zum Großteil die unterschiedlichen Gebrauchskontexte. Beide Figurentypen ähneln sich formal, weshalb sie oftmals aufgrund des Mangels an Kenntnissen über den Gebrauch einer spezifischen Figur nicht unterschieden werden konnten. Insbesondere für ältere Skulpturen ist eine Unterscheidung anhand von Opferrückständen möglich: Während die Besitzer auf Teilen der asie usu-Figuren, vor allem auf dem Fuß, Blut aufbrachten, wurde die Oberfläche der blolo-Figuren sauber gehalten. Die Literatur zur Essener Figur führt diese Möglichkeit der Unterscheidung aufgrund der entfernten Opferkruste zwar an, nimmt aber dennoch keine Zuweisung vor.

## Provenienz
Die Skulptur wurde im 19. Jahrhundert von einem Künstler der Baule geschaffen. Wie sie von der Elfenbeinküste nach Europa gelangte, ist nicht bekannt. 1912 befand sie sich im Bestand der Pariser Galerie Brummer. Diese war 1906 von den aus Ungarn stammenden Brüdern Joseph, Ernest und Imre Brummer am Boulevard Raspail eröffnet worden. Neben den Handel mit mittelalterlicher und moderner Kunst verkauften sie auch außereuropäische Kunstwerke.
Karl With, der Assistent am Folkwang Museum in Hagen war, stellte 1912 den Kontakt zwischen Joseph Brummer und Karl Ernst Osthaus, dem Museumsgründer, her. Später in diesem Jahr begegneten sich die beiden auch persönlich in Paris. In der Folge kam es zu einigen Erwerbungen afrikanischer und antiker Skulpturen, darunter auch die Männliche Kultfigur der Baule ›blolo bian‹/›asie usu‹, aus der Galerie Brummer. Diese Erwerbungen standen im Kontext der besonders fortschrittlichen Präsentation des Folkwang Museums. Es handelte sich laut Joseph Brummer um das erste Kunstmuseum, das afrikanische Objekte ausstellte. Nach den Erwerbungen bei Brummer im Herbst 1912 war die gemeinsame Präsentation von modernen Kunstwerken neben außereuropäischen Objekten spätestens im Sommer 1913 abgeschlossen.

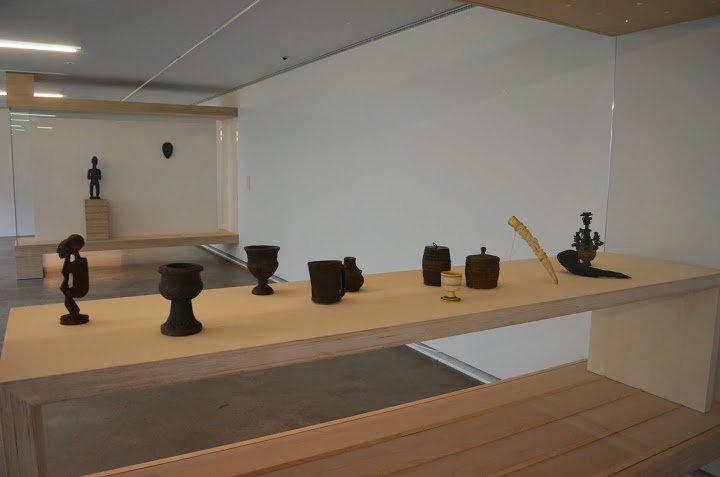
Teilansicht der Ausstellung „Objekt Studio“ im Museum Folkwang mit der Männlichen Kultfigur der Baule ›blolo bian‹/›asie usu‹ in der hinteren Vitrine, September 2014

Nach dem Tod Osthaus’ wurde die Sammlung des Folkwang Museums aus Hagen nach Essen verkauft. So gelangte die Skulptur in das neugegründete Museum Folkwang, wo sie weiterhin präsentiert wurde. Dort war sie vor Gemälden von Emil Nolde auf einer Schranktruhe der Renaissance ausgestellt. Nach dem Zweiten Weltkrieg wurde die außereuropäische Sammlung aufgrund von Platzmangel mehr und mehr ins Magazin verdrängt. Dieser Sammlungsteil wurde jedoch im Zuge der Museumserweiterung im Jahr 2010 wieder gestärkt. Im Untergeschoss des Museums wurde die Skulptur seit Dezember 2012 in einer Ausstellung mit dem Titel Objekt Studio wieder zusammen mit anderen Objekten der außereuropäischen und antiken Sammlung in Kombination mit modernen und zeitgenössischen Kunstwerken gezeigt.

## Rezeption
1915 erschien mit Carl Einsteins Programmschrift Negerplastik die erste deutschsprachige und eine der wirkmächtigsten Publikationen, in der afrikanische Kunstwerke in Verbindung zur Modernen Kunst gesetzt wurden. Das Buch hatte einen großen Abbildungsteil, in dem die Essener Figur als Fotografie in der Abbildung 57 präsent war. Einstein gab keine erklärende Bildunterschrift an und ging auf die Figur ebenso wenig in seinem Text ein, wie auf alle anderen der gezeigten Werke.